# Ménéac
Ménéac is een  gemeente in het Franse departement Morbihan (regio Bretagne). De plaats maakt deel uit van het arrondissement Vannes. Ménéac telde op 1 januari 2022 1.478 inwoners.

## Geografie
De oppervlakte van Ménéac bedroeg op 1 januari 2022 68,22 vierkante kilometer; de bevolkingsdichtheid was toen 21,7 inwoners per km².

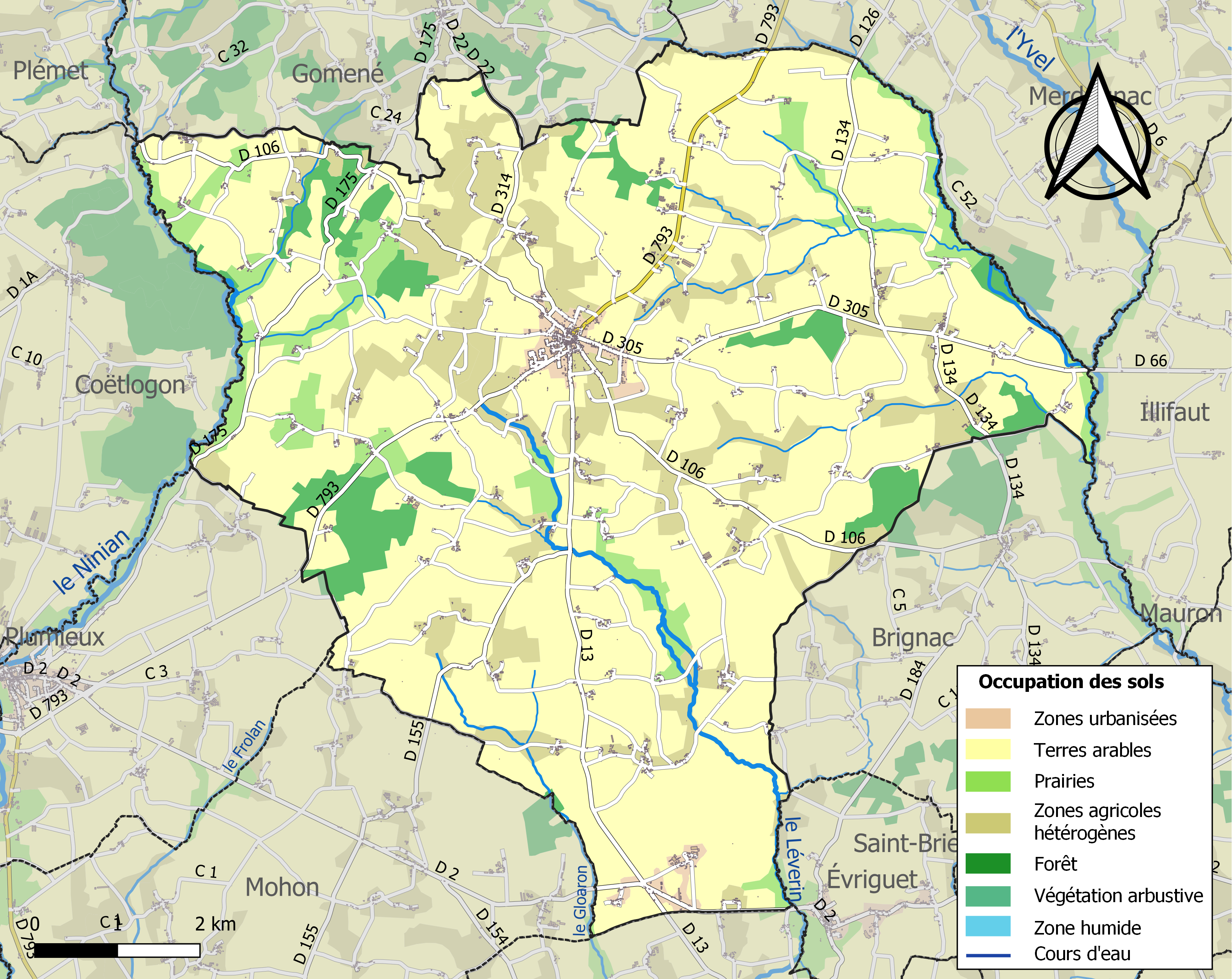
Kaart van de gemeente met de belangrijkste infrastructuur, bodemgebruik en omliggende gemeenten

## Demografie
Onderstaande figuur toont het verloop van het inwonertal, bron: INSEE-tellingen. 